# Kari Lahti
Kari Lahti, né le 7 août 1946, à Pori, en Finlande, est un ancien joueur finlandais de basket-ball. 

## Palmarès
- Champion de Finlande 1968, 1969, 1970, 1971, 1972
- Coupe de Finlande 1968, 1971